# Barbara Bel Geddes
Barbara Bel Geddes (Nova Iorque, 21 de outubro de 1922 – Northeast Harbor, 8 de agosto de 2005) foi uma atriz norte-americana, conhecida por seu papel como Ellie Ewing, a matriarca da milionária família do seriado de televisão Dallas.

## Carreira
Atriz muito ligada aos palcos, Barbara começou sua carreira na Broadway aos 18 anos, tendo participado de mais de quinze grandes produções teatrais, as mais notáveis delas sendo Gata em Teto de Zinco Quente, de Tennessee Williams, no papel de Maggie - que depois consagraria Elizabeth Taylor no filme levado aos cinemas numa adaptação da peça - além de sucessos como Mary, Mary - por estes dois trabalhos ela recebeu o Prêmio Tony - e A Lua é Azul.
Estreou no cinema em 1947 e no ano seguinte foi indicada ao Óscar por seu trabalho em A Vida de um Sonho. Com a carreira prejudicada em Hollywood, no começo dos anos 50, por investigações do Comitê de Investigação de Atividades Antiamericanas do Senado da época do Macartismo, como muitos outros integrantes do meio artístico e literário dos Estados Unidos, Barbara passou a trabalhar em televisão no famoso seriado Alfred Hitchcock Apresenta, feito de pequenos filmes de mistério do mestre do suspense. Essa associação com Hitchcock na televisão a levaria a participar da obra-prima do diretor no cinema, Um Corpo Que Cai, em 1958, com James Stewart e Kim Novak.
Na década de 1970 Barbara se transformou em Ellie Ewing, a matriarca dos Ewing, a milionária família texana do ramo do petróleo, no mundialmente popular seriado de televisão Dallas, que a transformaria numa celebridade internacional, principalmente às audiências mais jovens, para quem era uma quase desconhecida apesar de sua carreira teatral e cinematográfica dos anos 40 a 60.
Ela participou da longeva série de 1978 até 1990 como mãe de um dos mais famosos "vilões" da história da tv, J.R. Ewing, interpretado por Larry Hagman, em seu segundo grande sucesso televisivo, após o Major Nelson de Jeannie é um Gênio, que o popularizou nos anos 60.
Foi a única integrante de todo o elenco a receber o Prêmio Emmy do Primetime por seu trabalho em Dallas, ao viver numa das temporadas o drama da matriarca Ewing às voltas com um câncer e uma operação radical de mastectomia, situação pela qual passou na vida real no começo dos anos 70.
Em 1990 retirou-se da vida artística e recolheu-se à sua casa em Northeast Harbor, no estado do Maine, onde faleceu em 2005, após dedicar seus últimos anos a escrever livros infantis e a criar uma série de cartões de felicitação pessoal muito populares nos Estados Unidos.